# Tunhovdfjorden
Tunhovdfjorden er en sø i Nore og Uvdal kommune i Viken fylke i Norge. Søen er en del af vassdraget Numedalslågen. Det største tilløb kommer fra Pålsbufjorden.
Tunhovdfjorden er reguleret og vandspejlet ligger 734–716 moh. Fjorden er reservoir for kraftværket Nore 1. Arbejdet med opdæmning startede i 1915, og en 18 meter høj dæmning stod færdig i 1920. På grund af økonomiske nedgangstider, tog det tid før anlægget blev færdigt, men i 1928 begyndte kraftproduktionen.
Efter at koncessionen for regulering af vandløbet blev fornyet i 2001, har vandstandsreguleringen af Tunhovdfjorden nogle gange været mere omfattende end tidligere. Dette har vakt reaktioner, med blandt andet etableringen af «Tunhovdfjordens Venner».

## Eksterne kilder og henvisninger
1. ↑  "Norsk Skogbruksmuseum om Numedalslågen". Arkiveret fra originalen 19. april 2015. Hentet 18. marts 2013.
2. ↑  Tunhovdfjordens Venner